# RasenBallsport Leipzig (femenino)
RasenBallsport Leipzig e.V. abreviado también como el R. B. Leipzig, es un club de fútbol femenino alemán con sede en Leipzig que actualmente compite en la Bundesliga Femenina, máxima división del fútbol femenino en Alemania. Desde su creación en 2016, el club ha estado afiliado al RB Leipzig, el equipo masculino de la Bundesliga masculina.

## Historia

### Establecimiento
RB Leipzig ingresó al fútbol femenino en 2016. El club inicialmente planeó asociarse con Leipziger FC 07, formando un equipo conjunto en el cuarto nivel Landesliga Sachsen. La asociación estaba destinada a durar un año, después de lo cual RB Leipzig continuaría como independiente y se reservaría el derecho de avanzar. RB Leipzig y Leipziger FC 07 recibieron un derecho de juego para la Landesliga Sachsen 2016-17 en un comodín de la Asociación de Fútbol de Sajonia (SFV) . Unas semanas antes del comienzo de la temporada, la asociación terminó y RB Leipzig anunció que competiría como independiente.
El primer equipo reunió a 17 jugadoras del FFV Leipzig, cinco talentos de los equipos juveniles femeninos del RB Leipzig y uno del equipo de reserva del FF USV Jena. El equipo fue entrenado por Sebastian Popp, ex entrenador en jefe del equipo de fútbol femenino SV Eintracht Leipzig-Süd. La SFV esperaba que el equipo femenino RB Leipzig, con el centro de formación estatal para el fútbol femenino y femenino, avanzara de Landesliga Sachsen a Bundesliga dentro de 3 a 5 años.
El equipo jugó su primer partido oficial el 7 de agosto de 2016 en la primera ronda de la Copa de Sajonia 2016-17 contra el SV Johannstadt 90. RB Leipzig registró una victoria por 7-0 y avanzó a la siguiente ronda.
El equipo femenino RB Leipzig se unió a la Landesliga Sachsen 2016-17 (saltándose efectivamente el quinto nivel), generando críticas de varios clubes. Las críticas se escucharon y, tras una mesa redonda con otros clubes y la SFV, el Leipzig se ofreció a jugar la temporada con siete canteranos titulares cada partido. La SFV también ordenó que se repitieran los tres primeros partidos y descalificó al Leipzig de la Copa de Sajonia. El RB Leipzig ganó la liga a falta de cuatro jornadas.
Después de terminar cuarto y tercero en sus dos primeras temporadas en el tercer nivel, Leipzig ganó la Regionalliga Nordost y logró el ascenso a la segunda división después de que se cancelara la finalización de la temporada 2019-20 debido a la pandemia de COVID-19 en Alemania.
En la temporada 2022-23, Leipzig aseguró el ascenso a la Bundesliga con seis partidos restantes. Más tarde ganaron el título de la división con cuatro partidos restantes, luego de una victoria a domicilio por 6-0 sobre el Eintracht Frankfurt II.

## Estadio
El equipo juega partidos en casa en el Sportanlage Gontardweg, que es la ubicación del centro estatal de entrenamiento de fútbol femenino y femenino de la SFV, adquirido por RB Leipzig de FFV Leipzig en julio de 2016.